# Видео по запросу
Видео по запросу (ВпЗ) (англ. Video on Demand (VoD)) (IP-UNICAST) — система индивидуальной доставки абоненту телевизионных программ и фильмов по цифровой кабельной, спутниковой или эфирной телевизионной сети с мультимедиасервера в различных мультимедиаконтейнерах (например, MPEG, AVI, FLV, MKV или QuickTime). Фильм можно в любое время заказать из каталога, при этом часто поддерживаются дополнительные функции: перемотка, пауза, закладки. Помимо обычного ВпЗ различают ещё Near Video on Demand («почти видео по запросу») и Internet Video on Demand («интернет-видео по запросу»).

## История
Первый коммерческий сервис ВпЗ был запущен в Гонконге примерно в 1990 году. Однако видео-компакт-диски обходились гораздо дешевле, к тому же оплата телевидения в Гонконге была вещью редко встречающейся. Hong Kong Telecom потерял много денег, и сервис был приобретён компанией Pacific Century Cyberworks в 2000 году, которая впоследствии его свернула. Аудитория не была готова к тому моменту тратить деньги на цифровую аренду видеоконтента.
В США эту услугу впервые предложила фирма Oceanic Cable в январе 2000 года на Гавайях. Потоковые VoD-системы доступны через кабельных провайдеров, которые используют свои значительные пропускные способности, чтобы доставлять фильмы и телешоу конечному пользователю. Чаще всего клиентами ВпЗ применяется быстрая перемотка фильмов, перемотка назад и возможность поставить фильм на паузу.
В 1998 году Kingston Communications стала первой компанией в Великобритании, запустившей полноценный сервис ВпЗ и первой компанией, предоставляющей объединённый доступ к телевидению и Интернету через ADSL. В 2001 году Kingston Interactive TV имела 15 000 подписчиков. После нескольких проб в 1999 году появился сервис HomeChoice, работавший в пределах Лондона. Когда он привлек 40 000 пользователей (2006 год), его купила компания Tiscali.
Разработкой оборудования для VoD-систем изначально занимались фирмы Motorola и Alcatel. Однако затем инициативу перехватили производители телевизоров, такие как LG, Samsung, Philips, Sony, Panasonic и Toshiba. По оценкам консалтинговой компании J’son & Partners Consulting, в 2013 году в мире было продано 234 млн телевизоров, рост по сравнению с 2012 г. составил 1 %. Из 234 млн новых телевизоров, по данным Strategy Analytics, 76 млн устройств поддерживали функциональность Smart TV (33 % всех плоскопанельных ТВ) — основную технологию предоставления VoD-контента зрителям

## Записи стримов
В последнее время под Video on Demand стали подразумевать записи «стримов» (трансляций в режиме реального времени, потоковые мультимедиа), например, по играм с комментариями или без. Как правило, стримы делаются по играм, входящим в World Cyber Games, например, Warcraft III, Starcraft 2, Counter Strike, Need For Speed, World of Tanks, либо обладающим более высокой популярностью — таким как Dota 2, League of Legends, Hearthstone, — а также популярны записи по играм в покер.

## IVoD
Интерактивное видео по запросу (Interactive Video on Demand, IVoD) — способ просмотра кинофильмов или сериалов, когда видео смотрится не с помощью носителя информации (например CD или DVD) и не скачивается как файл, а смотрится прямо через Интернет, при этом видео можно перематывать, останавливать, ускорять и пр., что невозможно сделать с аналогичным видео, транслируемому по телевизору. В некоторых источниках IВпЗ предлагается в качестве телевидения будущего, некоего гибрида телевидения и интернета.
Первые сайты IВпЗ стали появляться практически сразу после внедрения технологии потокового видео в проигрывателе Windows Media Player. Многие сайты, предлагавшие прокат фильмов (например, Netflix), стали также предлагать фильмы онлайн через Windows Media Player. Но технология Microsoft не произвела революции — для вещания требовались ОС Windows и достаточно широкий канал. Революция в IВпЗ началась в 2000-х годах, когда компания Macromedia (позже купленная компанией Adobe) начала эксперименты с видео в популярном проигрывателе Macromedia Flash Player (сейчас — Adobe Flash Player). Первой крупной «ласточкой» IВпЗ на технологии Flash стал американский сервис YouTube. Основные преимущества Flash — доступность плеера для разных ОС, распространенность и скорость работы. Именно поэтому приблизительно с 2007 года технология Flash начала вытеснять остальные решения для IVoD. Начиная с 2010 года конкуренцию Flash в данном вопросе начала составлять технология HTML5, которую компания Apple Inc. использовала в своих производимых устройствах (iPhone и iPad) как альтернативу уязвимому со стороны хакеров Flash. В 2012 году примеру Apple последовал и другой производитель устройств, на которых можно смотреть IVoD, — Google, который также начал использовать HTML5 в ОС Android. Видео в HTML5 размещают в одном из двух возможных форматах (или даже в двух одновременно, как на YouTube): в свободном открытом формате WEBM (свободные кодеки VP8, VP9 или AV1) или в проприетарном MP4 (кодек H.264/AVC). После включения поддержки HTML5 во все браузеры, Flash постепенно перестал использоваться и поддерживаться.
Различаются следующие типы IVoD:
- FVoD (Free Video on Demand) — тип VoD, при котором предоставляется практически безграничный доступ к видео (бесплатно и без демонстрации рекламы);
- AVoD (Advertising Video on Demand) — тип VoD, при котором доступ к видео предоставляется вместе с рекламой, которая демонстрируется в видео с определённой периодичностью;
- SVoD (Subscription Video on Demand) — тип VoD, при котором доступ к видео предоставляется за счёт покупки периодической подписки;
- TVoD (Transactional Video on Demand) — тип VoD, при котором доступ к видео предоставляется в счёт уплаты определённой суммы, при этом видео ограничено либо в количествах просмотров, либо временным промежутком, в которое его нужно просмотреть (например, видео необходимо посмотреть в течение 30 дней со дня покупки и 48 часов с момента начала просмотра), после чего доступ к видео прекращается;
- EST (Electronic Sell-Through) — тип VoD, при котором доступ к видео предоставляется в счёт уплаты определённой суммы, при этом видео практически не ограничено ни количествами просмотров, ни временным промежутком, в которое его нужно просмотреть (возможны определённые ограничения со стороны правообладателей видео).

Видео IVoD, за просмотр которых взимаются суммы (SVoD, TVoD, EST), обычно имеют специальную DRM-защиту, которая намеренно ограничивает либо затрудняет различные действия с видео в цифровом формате (копирование, модификацию, просмотр, скачивание на носитель и т. п.) в целях соблюдения авторских прав.

## NVoD
Near Video On Demand (NVoD) (с англ. — «почти видео по запросу») (IP-MULTICAST) — сервис цифрового телевидения «виртуальный кинозал» или «карусельное видео», многоадресное вещание предварительно сформированного видеоконтента по расписанию в несколько потоков со смещением во времени, как правило, для платного просмотра.

## ВпЗ в России
Активное развитие ВпЗ в России пришлось на начало 2010-х годов.
По оценке компании iKS-Consulting, доходы всех сервисов «видео по запросу» в России увеличатся с 1,65 млрд руб. в 2013 г. до 9,5 млрд руб. в 2018 г. Во многом такой рост обеспечит именно увеличение доходов сервисов от Smart TV